# Житие Брайана по Монти Пайтону
«Житие Брайана по Монти Пайтону» (англ. Monty Python’s Life of Brian), также известный как «Житие Брайана» (англ. Life of Brian) — комедия 1979 года, написанная, поставленная и сыгранная участниками британской комик-группы «Монти Пайтон». Участники группы — Грэм Чепмен, Джон Клиз, Терри Гиллиам, Эрик Айдл, Терри Джонс и Майкл Пейлин — совместно написали сценарий и сыграли в фильме множество ролей каждый. Действие фильма происходит в древней Иудее в евангельские времена; его главного героя — незадачливого еврея по имени Брайан, родившегося в один день с Иисусом Христом — окружающие постоянно принимают за Мессию. Жизненный путь Брайана, против своей воли попадающего в одну курьёзную ситуацию за другой, напоминает евангельское предание о жизни Иисуса, включая суд Пилата и распятие на кресте. 
Кинокомпания EMI Films, ранее сотрудничавшая с группой «Монти Пайтон», отказалась работать над фильмом из-за поднятых в сценарии религиозных тем; вместо этого создание «Жития» профинансировал из собственных средств музыкант Джордж Харрисон, бывший участник The Beatles и поклонник «Монти Пайтон» — специально для съемок фильма он создал собственную кинокомпанию HandMade Films. Выход фильма в Великобритании и за её пределами также сопровождался обвинениями в богохульстве — в ряде городов и графств Великобритании фильм был запрещён местными властями к показу или выходил с возрастным рейтингом X (только для взрослых). Он также был запрещён к показу в нескольких европейских странах, включая Ирландию и Норвегию.
Несмотря на запреты, фильм «Житие Брайана» приобрёл коммерческий успех, став в Великобритании четвёртым по кассовым сборам в 1979 году. Он сохранил популярность на протяжении следующих десятилетий и неоднократно входил в различные списки «лучших комедий в истории». На «Житии Брайана» основана оратория «Я не мессия (Он очень непослушный мальчик)» (2007), написанная Эриком Айдлом и Джоном Дюпре.

## Сюжет
Действие фильма начинается в Назарете с поклонения волхвов: трое волхвов являются с дарами к яслям, где лежит новорождённый Брайан, но, выяснив, что ошиблись адресом, отбирают дары и отправляются к младенцу Иисусу по соседству. Спустя 33 года уже взрослый Брайан с матерью приходят послушать Нагорную Проповедь Христа в окрестностях Иерусалима; они оказываются в задних рядах, где почти ничего не слышат, и уходят участвовать в побитии камнями. Священник-кохен пытается организовать казнь горожанина, произнёсшего имя Яхве всуе, но разгорячённая толпа, состоящая сплошь из переодетых женщин, начинает швыряться камнями до приказа и в итоге забивает самого священника. В римском амфитеатре Брайан прибивается к революционной организации «Народный Фронт Иудеи» (НФИ), куда входит и привлекательная еврейка Юдифь — эта группа намеревается свергнуть иго Римской империи, но занимается пустыми спорами и склоками с конкурирующим «Иудейским Народным Фронтом» (ИНФ).
В качестве первого задания НФИ поручает Брайану сделать на стене дворца Ирода надпись «Римляне, убирайтесь домой». Брайан под покровом ночи делает безграмотную надпись Romanes eunt domus; его ловит римский центурион, указывает на ошибки в латыни и заставляет переписать уже правильную надпись Romani ite domum сто раз, так что к рассвету дворец оказывается полностью покрыт надписями. НФИ включает Брайана в число лазутчиков, которые должны проникнуть во дворец и похитить жену Ирода; одновременно во дворец врывается точно такой же отряд повстанцев из Галилеи с тем же самым планом — в драке остаётся в живых только Брайан. Его отправляют на суд к Понтию Пилату. Пилат и его свита мгновенно забывают о Брайане, обсуждая знакомого римлянина по имени Длиннус Херус. Брайану удаётся сбежать — он прыгает с башни и попадает на космический корабль к инопланетянам, который, впрочем, в космосе тут же сбивают другие инопланетяне, так что Брайан снова оказывается в Иерусалиме. После новых попыток сбежать от римлян и спрятаться Брайан оказывается на площади среди иудейских пророков; чтобы избежать внимания римлян, он произносит бессвязные фрагменты Нагорной проповеди Иисуса. Толпа объявляет Брайана «Мессией» и «учителем» и начинает преследовать — любые его высказывания или поступки воспринимаются как чудесные; Брайан убегает из города и пытается укрыться в горах, но назойливые почитатели находят его и там. 
Сумев наконец скрыться, Брайан проводит ночь с Юдифью, но к утру перед его домом опять собирается восторженная толпа. В попытке сбежать Брайан опять попадает в руки римлян, и Пилат приговаривает его к распятию на кресте вместе со множеством других преступников. В честь праздника Пасхи Пилат намерен отпустить одного из осуждённых; толпа перед дворцом, потешаясь над картавостью Пилата, предлагает одно за другим имена, содержащие букву «Р». Пилат соглашается отпустить Брайана, однако того и других осуждённых уже отправили на место казни. Когда является посыльный от Пилата, «Брайаном» себя называет другой преступник, и его снимают с креста. На место казни поочерёдно являются разные возможные спасители — члены НФИ, Юдифь, мать Брайана, вооружённый отряд «воинов-смертников» из ИФН, но никто из них так и не спасает героя. В финале фильма Брайан и его товарищи по несчастью, так и оставшись висеть на крестах, поют оптимистическую песню Always Look on the Bright Side of Life.

## Производство
Фильм снимался в декорациях, построенных для мини-сериала Франко Дзеффирелли «Иисус из Назарета».
Съемки фильма должна была организовать и профинансировать кинокомпания EMI Films, ранее работавшая с «Монти Пайтон» над фильмом «Монти Пайтон и Священный Грааль». Однако перед началом съемок глава EMI Films Бернард Делфонт ознакомился со сценарием и категорически отказался участвовать в проекте — участникам комик-группы пришлось срочно искать новый источник финансирования. Новым продюсером стал Джордж Харрисон, бывший участник The Beatles и поклонник «Монти Пайтон» — специально для съемок фильма он создал собственную кинокомпанию HandMade Films. Харрисон также снялся в этом фильме в эпизодической роли. Терри Гиллиам о Джордже: «Он заложил свой дом, потому что хотел увидеть наш фильм».
В нескольких странах фильм был запрещён к показу (в Ирландии на протяжении 8 лет, в Италии — 11 лет, на острове Джерси — 22 лет, в Норвегии в течение года). В Швеции прокат фильма сопровождался слоганом «Такое смешное кино, что его запретили в Норвегии!». Полемика вокруг фильма отражена в книге Роберта Хьюисона (англ. Robert Hewison) Monty Python: The Case Against 1981 года.
По результатам опроса, проведённого в 2008 году организацией The Children's Society, каждый пятый британец хотел бы, чтоб на его похоронах играла финальная песня фильма — «Always Look on the Bright Side of Life» («Всегда смотри на светлую сторону жизни»).